# Bălteni (Olt)
Bălteni  es una comuna ubicada en el distrito de Olt, Rumania.

## Superficie
Posee una superficie de 33,35 kilómetros cuadrados.

## Demografía
Hasta 2021 la población era de 1579 habitantes, con una densidad de población de 47,35 habitantes por kilómetro cuadrado.